# Balpress

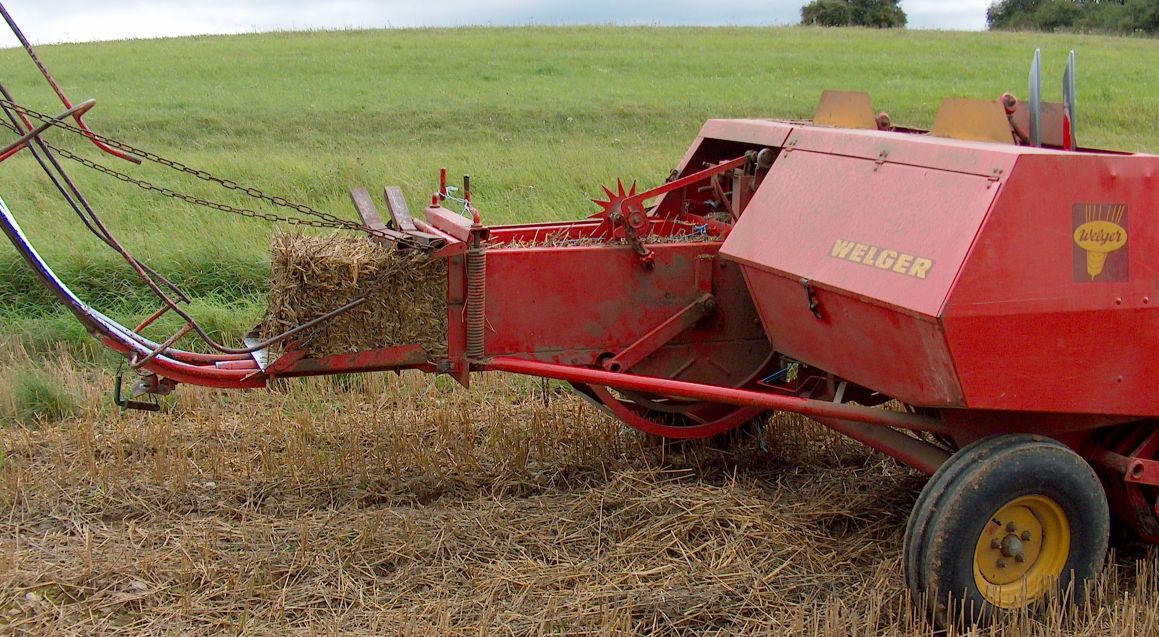
En hårdpress med balbana utan tillkopplad balvagn.

En rundbalspress.

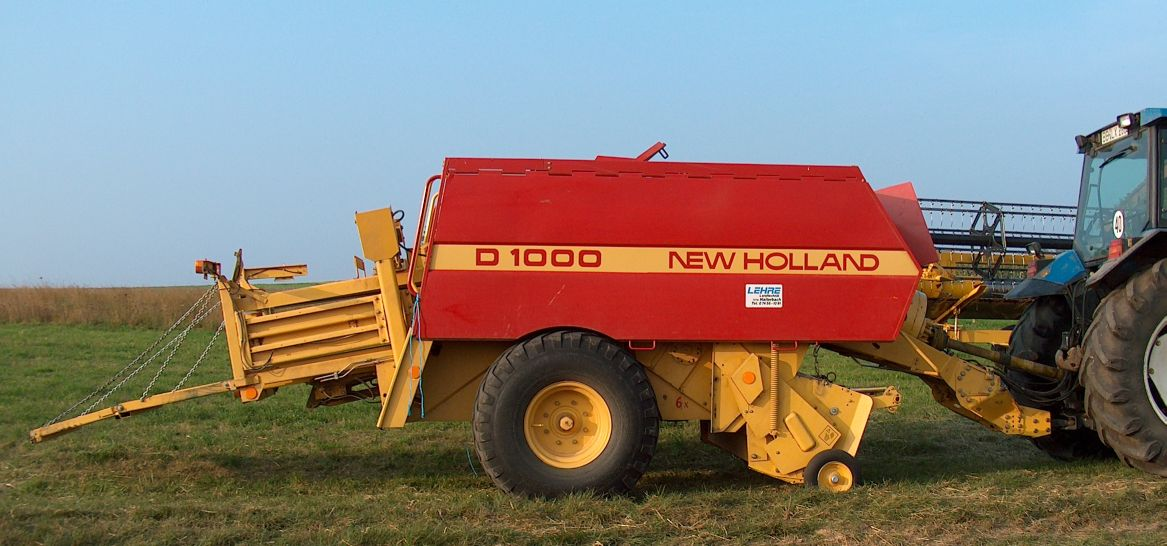
En storbalspress.

Balpress är ett traktordraget jordbruksredskap som pressar hö, halm och ensilage till ihopbundna balar. Pressen drivs av traktorns kraftuttag, för lös- och mediumpressar krävs väldigt lite effekt av traktorn (det går att driva på varenda traktor som har kraftuttag), hårdpressar kräver lite mer men det handlar ändå om små traktorer. Rundbalspressar kräver desto mer, 45-100 hk  beroende på modell och storbalspressar 80-150 hk.
Gemensamt för alla presstyperna är att de har en pick-up för inmatning av pressmaterialet från en sträng och utmatning av en bal som hålls ihop av garn eller nät (bara på rundballspress).
Lös-, medium- och hårdpress ger balar som är hanterbara för en människa, de kan lyftas för hand eller med högaffel. Rundbalar och storbalar väger flera hundra kilo beroende på material (halm är lättast och ensilage är tyngst).
Lös-, medium- och hårdpressade balar kan släppas ner direkt på marken eller lastas via en balbana (monterad på pressen) upp på en vagn, eller balsamlare, som är kopplad efter pressen. Om balsamlare används släpps balarna ut i högar på åkern. Om vagn används krävs en person på/i vagnen som lägger balarna tillrätta.

## Typer av balpressar

### Löspress
Den första generationen höpressar. Redskap draget efter traktor som samlar upp och pressar ihop strängar av hö (torkat gräs) eller halm och binder ihop materialet med garn till lagom stora balar. Balbanan kommer ut mitt bakpå maskinen.  Snörena hamnar på tvären av balen (d.vs. snörena binds över balens långsidor).

### Mediumpress
Balarna blir av samma typ som löspressade, med snören på tvären, men hårdare än löspressade. Dessa balar kallas dock ofta för löspressade. Balbanan kommer ut mitt bakpå maskinen. 

### Hårdpress
En hårdpress liknar en löspress men materialet formas inte direkt till balar utan matas först åt sidan till en presskanal där en presskolv upprepat pressar samman materialet så det blir hårt komprimerat och lådformat. Det blir alltså mer foder per samma balvolym än vad en löspress producerar. Balarna är mer robusta och tål mer ovarsam hantering och väger 12-35 kg beroende på ballängd. Snörena binds längsmed balen, det vill säga över balens kortändar. Ett annat kännetecken är att höet, eller halmen, ligger pressat i sektioner inuti balen. 
Balarna kommer ut i maskinens bakre hörn. Istället för balbana kan hårdpressar vara utrustade med balkastare, en anordning som är monterad direkt efter presskanalen som slänger upp balen i luften och som landar i efterföljande obemannad vagn. Kastlängd och riktning kan justeras så att buntarna sprids ut i vagnen och ö.h.t. hamnar i vagnen när man kör i en kurva. Med balbana och obemannad vagn skulle buntarna bara falla ner i främre delen av vagnen. Trots att man inte utnyttjar vagnens fulla kapacitet med balkastare (för det är inte tillrättalagt) så blir det enklare då bara en person (traktorföraren) krävs för att pressa och lasta balarna, en fördel om man annars skulle behöva använda betald arbetskraft.

### Rundbalspress
En rundbalspress är ett jordbruksredskap som är avsett för skörd av vall, halm och liknande. Maskinen producerar cylindriskt formade balar, omslutna av nät eller garn, med en diameter på cirka 130 centimeter (rundbalar) . För att utestänga syret vid ensilagetillverkning plastas balen med sträckfilm i en plastningsmaskin strax efter pressningen.
Det finns i princip två typer av mekanismer som används; flex- respektive fixkammaresystem. Båda bygger på att materialet efter att det matats in med pick-upen, och eventuellt sönderdelats av knivar, rullas runt inuti pressen med hjälp av valsar (fixkammare) eller remmar "gummiband" alternativt stavelevatorer (kedjepress) (flexkammare). Med fixkammaren får man en fast diameter på ca 1,25 m. Flexkammaren kan pressa balar mellan 0,80 och 2,0 m i diameter. Därav benämningen flexkammare. Detta ger bakgrunden till att ordet "rue faktorn under skörden snarare är eventuell uppsamling, transport och inplastning av balarna än själva pressningen.
Sedan slutet av 1990-talet finns det pressar med integrerade inplastare på marknaden. Fördelen med dylika maskiner är att man direkt, med en enda maskin, kan producera lagringsdugligt ensilage. Den främsta nackdelen, förutom priset, är att man tvingas mekaniskt hantera inplastade balar i en utsträckning som knappast är betas inom några timmar, ligga kvar på fältet i cirka två veckor tills gastrycket släpps.

### Storbalspress
I sin princip är storbalspressen lik en hårdpress men den pressar mycket större och tyngre balar. Materialet matas in i presskanalen underifrån. Balarna släpps ner på marken istället för att lastas direkt på en vagn för bortförsel från vallen. Det finns balstaplingsvagnar som kopplas direkt på pressen som kan stapla två balar på varandra för att minska körsträckan när man ska hämta upp balarna.